# Netterden

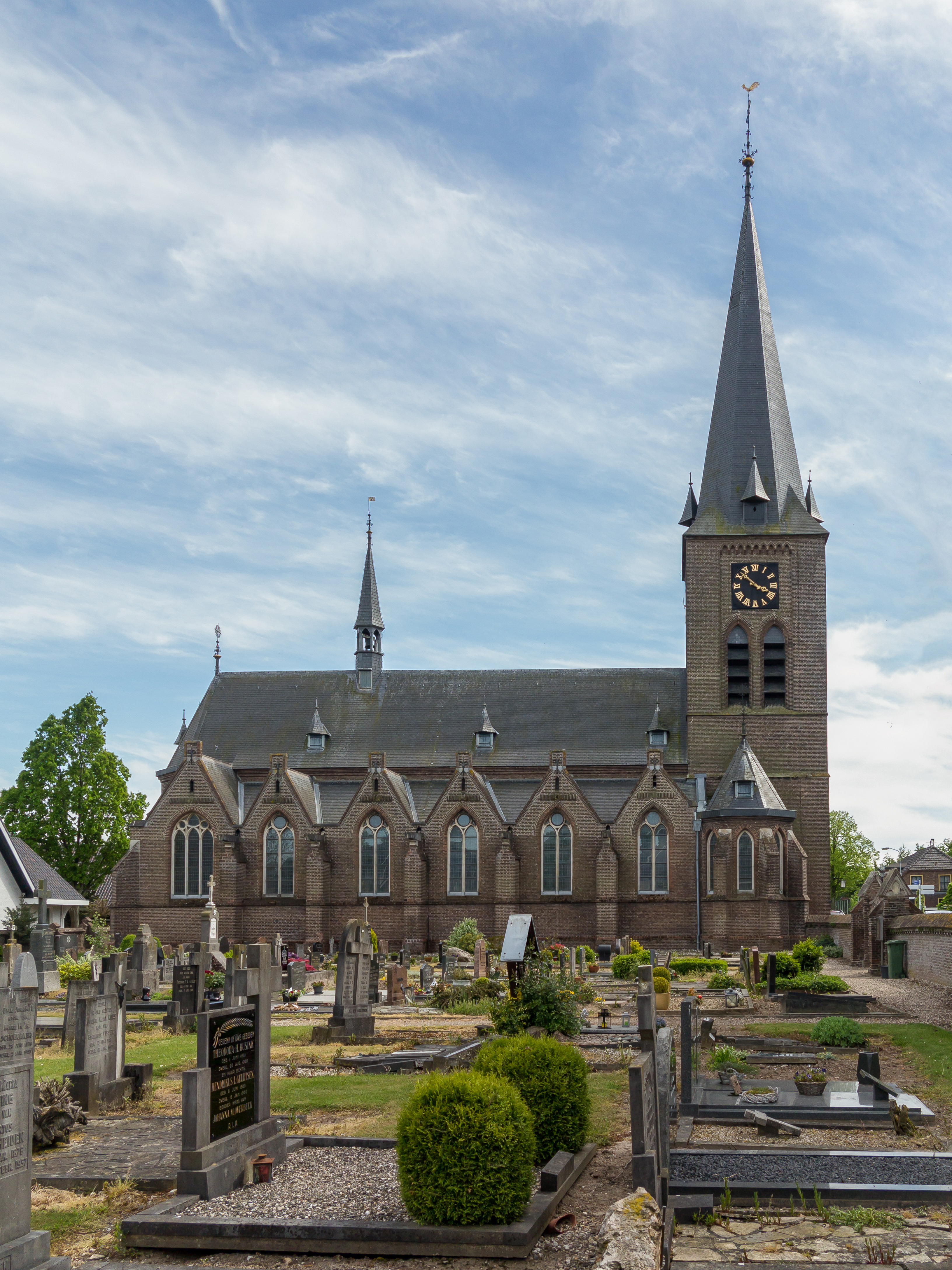
Église: de Sint Walburgiskerk

Netterden est un village situé dans la commune néerlandaise d'Oude IJsselstreek, dans la province de Gueldre. Le 1er janvier 2008, le village comptait 471 habitants.
Netterden a été une commune indépendante pendant une courte durée au début du XIXe siècle. Le 1er janvier 1821, la commune fusionne avec 's-Heerenberg et Zeddam pour former la nouvelle commune de Bergh.